# Anisogaster perrieri
Anisogaster perrieri är en skalbaggsart som beskrevs av Leon Fairmaire 1901. Anisogaster perrieri ingår i släktet Anisogaster och familjen långhorningar.
Artens utbredningsområde är Madagaskar. Inga underarter finns listade i Catalogue of Life.